# Streptopus ovalis
Streptopus ovalis är en liljeväxtart som först beskrevs av Jisaburo Ohwi, och fick sitt nu gällande namn av Fa Tsuan Wang och Yan Cheng Tang. Streptopus ovalis ingår i släktet Streptopus och familjen liljeväxter. Inga underarter finns listade.